# Opuntia lasiacantha
Opuntia lasiacantha là một loài thực vật có hoa trong họ Cactaceae. Loài này được Pfeiff. mô tả khoa học đầu tiên năm 1837.